# Балдзький-Пець
Балдзький-Пець (пол. Bałdzki Piec, нім. Baldenhofen) — село в Польщі, у гміні Пурда Ольштинського повіту Вармінсько-Мазурського воєводства.
Населення — 46 осіб (2011).

## Демографія
Демографічна структура станом на 31 березня 2011 року:
|          | Загалом | Допрацездатний вік | Працездатний вік | Постпрацездатний вік |
| -------- | ------- | ------------------ | ---------------- | -------------------- |
| Чоловіки | 20      | 3                  | 17               | 0                    |
| Жінки    | 26      | 13                 | 13               | 0                    |
| Разом    | 46      | 16                 | 30               | 0                    |